# Малые Карлы
Ма́лые Карлы́ (чув. Кĕçĕн Хырла) — река в России, протекает в Чувашской Республике. Исток на приграничной территории Татарстана. Левый приток реки Большие Карлы.

## География
Река берёт начало у села Андреевка Шемуршинского района. Течёт на северо-восток. Устье реки находится у деревни Нижнее Буяново в 5,3 км по левому берегу реки Большие Карлы. Длина реки 16 км, площадь водосборного бассейна — 68,1 км².

## Данные водного реестра
По данным государственного водного реестра России относится к Верхневолжскому бассейновому округу, водохозяйственный участок реки — Свияга от села Альшеево и до устья, речной подбассейн реки — Волга от впадения Оки до Куйбышевского водохранилища (без бассейна Суры). Речной бассейн реки — (Верхняя) Волга до Куйбышевского водохранилища (без бассейна Оки).
Код водного объекта в государственном водном реестре — 08010400612112100002539.